# Ektopia serca
Ektopia serca (łac. ectopia cordis) – rzadka wada wrodzona, polegająca na nieprawidłowym położeniu serca, poza obrębem klatki piersiowej. Częstość wady szacuje się na 1:126582 (79:10 000 000) urodzeń, nieco częściej u dziewczynek. Wada często rozpoznawana jest prenatalnie w położniczym badaniu USG. 
W zależności od lokalizacji serca, wyróżnia się cztery typy wady:
- piersiowy, gdy serce znajduje się do przodu od mostka (65%)
- piersiowo-brzuszny, gdy serce znajduje się między klatką piersiową a jamą brzuszną (20%)
- brzuszny (10%)
- szyjny (5%).

Współwystępowanie piersiowo-brzusznej ektopii serca, ubytku w dolnej części mostka, przedniej przepukliny przeponowej, defektu linii środkowej w okolicy nadpępkowej, wad serca i osierdzia określa się jako tzw. pentalogię Cantrella.
Ektopia była przypuszczalnie najwcześniej opisaną malformacją serca. Rashkind cytuje tekst odczytany z babilońskich tabliczek, pochodzących przypuszczalnie z XX wieku p.n.e., który mówi, że „gdy kobieta rodzi dziecko które ma serce na wierzchu i nie ma skóry, kraj ucierpi od klęsk”. Mikołaj Stensen w 1672 roku opisał płód, którego serce było przemieszczone na zewnątrz klatki piersiowej przez szczelinę w mostku. Jest to również przypuszczalnie pierwszy opis tetralogii Fallota, jako że pień płucny był nieprawidłowo cienki i „zdawał się być nieprzydatny”, a zgłębnik nie mógł przejść z prawej komory do ujścia tętniczego.